# Ex opere operato

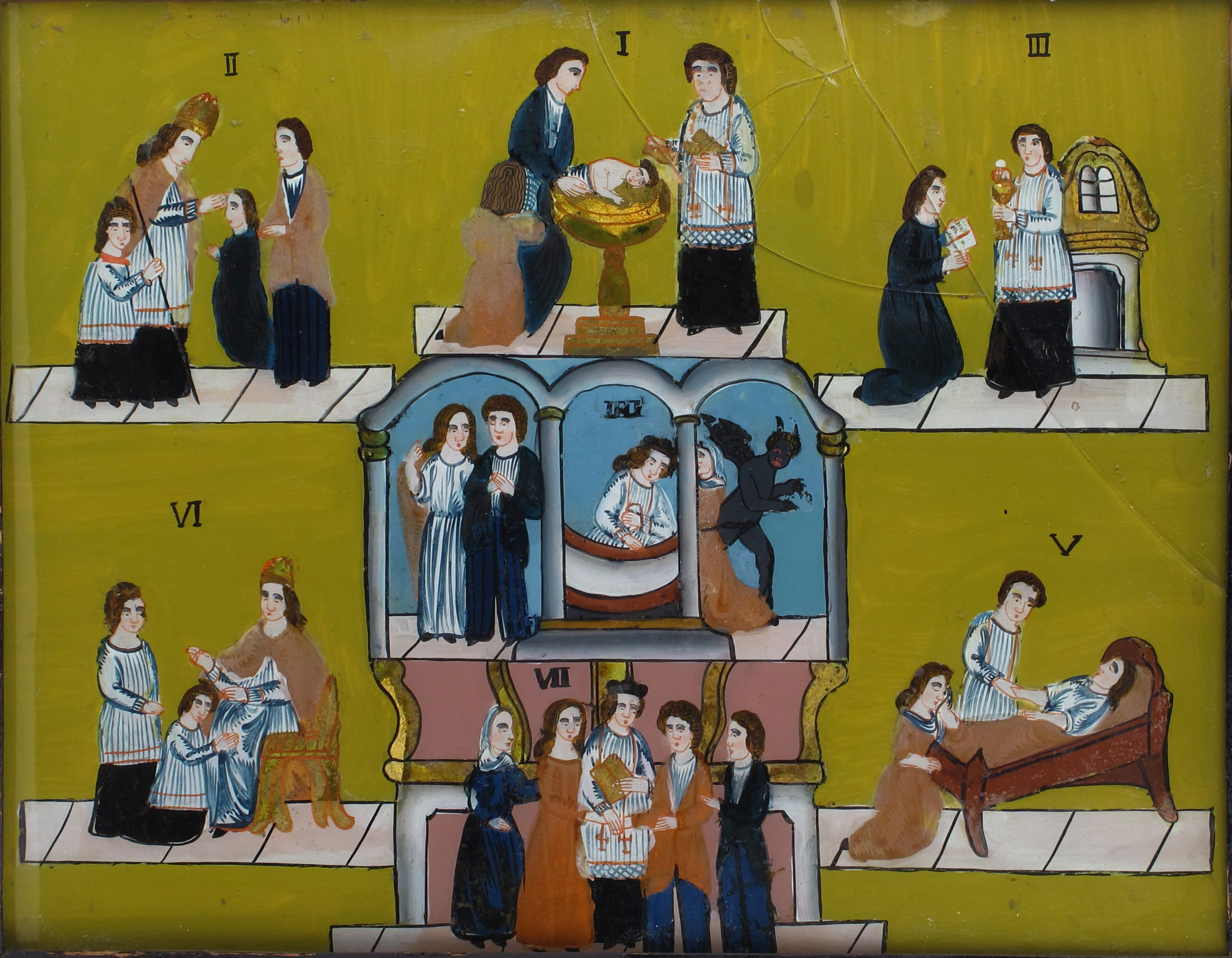
Vitrail des sept sacrements (XIXe siècle)

Ex opere operato est une locution latine dont la traduction littérale est « de par l’action opérée ». Utilisée dans le domaine de la théologie sacramentelle catholique, elle souligne que l’efficacité spirituelle d'un sacrement découle de son action même, quels que soient les mérites ou la sainteté personnelle de celui (prêtre ou évêque) qui en est le ministre. La grâce divine particulière donnée par un sacrement, et en particulier la présence de l’Esprit-Saint, ne dépendent pas de l’attitude de ceux qui en sont les exécutants. Ainsi, par le sacrement de confirmation l’Esprit-Saint est accordé au confirmé quelles que soient l’attitude de l’évêque confirmant et celle du fidèle qui reçoit le sacrement.

## Histoire
Dès les premiers temps de l’Église, la question de l’efficacité surnaturelle des sacrements est discutée par les théologiens. Elle a provoqué un schisme dans l’Église d’Afrique du Nord au IVe siècle. L’évêque Donat (en Numidie) et ses partisans dénient la validité de l’ordination épiscopale (307) de l’évêque de Carthage, Cecilius, car l’un des évêques consécrateurs était un « traître » : cédant aux pressions et tortures, il avait renié le christianisme durant la persécution de Dioclétien (début du IVe siècle). Une soixantaine d’évêques d’Afrique du Nord suivent Donat et élisent un nouvel évêque de Carthage, causant un schisme dans l’église d’Afrique. C’est ce que l’on appelle l’hérésie donatiste.
Le parti opposé au donatisme fait valoir que la validité des sacrements ne peut dépendre de l’excellence spirituelle de celui qui l’administre. S’il en était ainsi les chrétiens seraient dans le doute permanent quant à la validité de leur propre baptême ou de la communion reçue durant l’Eucharistie. Le donatisme fut combattu par Augustin d'Hippone et ne disparut qu’au VIIIe siècle.

## Concile de Trente

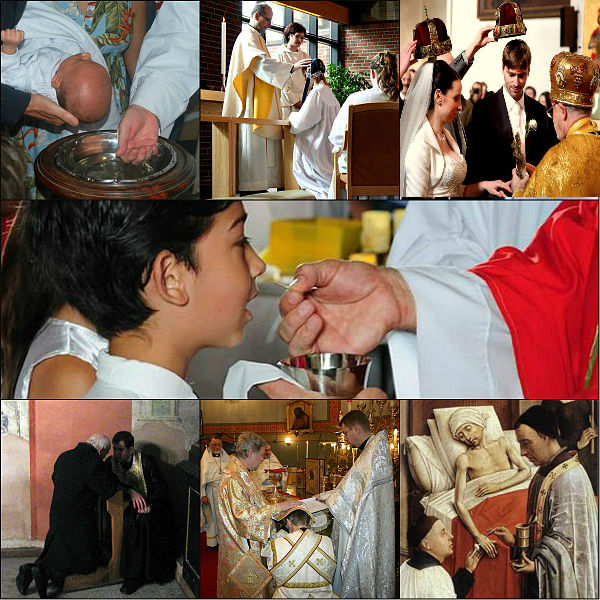
Les sept sacrements tels que confirmés lors du concile de Trente (dans l'ordre : baptême, communion, mariage, eucharistie, réconciliation, ordination et l'onction)

Nouvellement contestés par la Réforme protestante (Luther soutenait qu’un prêtre en état de péché mortel ne pouvait administrer validement les sacrements), les sacrements et leurs effets sont à nouveau l’objet de débats au concile de Trente (XVIe siècle). Celui-ci confirme la doctrine traditionnelle que les sept sacrements de l’Église sont efficaces ex opere operato, c'est-à-dire « de par leur action même », indépendamment de l’attitude de celui qui en est l’exécutant. L’expression latine semble avoir son origine dans les écrits de Thomas d’Aquin
Lors de la session du 3 mars 1547, les pères du concile définissent (contre Luther) que les sacrements confèrent la grâce recherchée ex opere operato (canon 8) en ce qui concerne l’engagement divin (canon 7) : « Si quelqu’un prétend que les sacrements de la nouvelle alliance ne confèrent pas la grâce, par eux-mêmes et de manière efficace (ex opere operato), mais que pour obtenir la grâce il suffit d’avoir confiance en la promesse divine, qu’il soit excommunié » (Concile de Trente, session VII, ‘De sacramentis’, canon 8).
De la transcription des débats, il ressort cependant que les pères conciliaires veulent éviter, dans l’usage de l’expression « ex opere operato », toute impression d’automatisme magique dans les rites sacramentaux. Elle signifie que la grâce divine est accordée (car Dieu s’engage totalement dans le sacrement), indépendamment de l’intention manifestée par le ministre, pour autant que celui-ci ait l’intention de faire ce que l’Église souhaite dans l’administration du sacrement (canon 11).
Par cette définition, le concile a voulu enlever tout doute de conscience que pourraient avoir les fidèles sur la validité d’un sacrement dans le cas d’un ministre indigne ou simulateur. Si le rite est accompli de manière correcte, Dieu s’y est engagé et, en ce qui le concerne (ex parte Dei), le sacrement est valide et complet. Ceci ne préjuge pas des dispositions personnelles de celui qui reçoit le sacrement, dont dépend évidemment le fruit de la grâce divine.

## Aujourd’hui
L’expression est reprise dans le Catéchisme de l’Église catholique, pour y exprimer la même doctrine (no 1128): « C’est là le sens de l’affirmation de l’Église (cf. Concile de Trente : Denzinger 1608) : les sacrements agissent ex opere operato (littéralement: « par le fait même que l’action est accomplie »), c’est-à-dire en vertu de l’œuvre salvifique du Christ, accomplie une fois pour toutes. Il s’ensuit que « le sacrement n’est pas réalisé par la justice de l’homme qui le donne ou le reçoit, mais par la puissance de Dieu » (St Thomas d’Aquin). Dès lors qu’un sacrement est célébré conformément à l’intention de l’Église, la puissance du Christ et de son Esprit agit en lui et par lui, indépendamment de la sainteté personnelle du ministre. Cependant, les fruits des sacrements dépendent aussi des dispositions de celui qui les reçoit. »